# Kastell Românași
Kastell Românași (antiker Name Largiana) war ein römisches Hilfstruppenlager auf dem Gemeindegebiet von Românași, Kreis Sălaj in der rumänischen Region Siebenbürgen. Gemeinsam mit insgesamt 277 Stätten des Dakischen Limes wurde Largiana 2024 zum UNESCO-Weltkulturerbe erhoben.

## Lage
Im heutigen Siedlungsbild liegt das Bodendenkmal etwa einen Kilometer südwestlich des Dorfes in einer „Cetate“ oder „Gradiste“ genannten Flur. Es ist durch eine rechteckförmige Bodenerhöhung leicht im Gelände auszumachen. Topographisch befindet sich das ehemalige Militärlager auf einem aus dem hügeligen Land gegen den Mündungsbereich des Baches Ciumărna in den Fluss Agrij – ein linker Nebenfluss des Someș (Somesch) – vorspringenden Höhenrücken. In antiker Zeit oblag der Kastellbesatzung die Überwachung eines Verkehrsknotenpunktes der Straßenverbindungen zwischen Porolissum und Resculum sowie zwischen Porolissum und Napoca sowie die Kontrolle des Ciumărna-Passes.

## Archäologische Befunde
Bei den archäologischen Ausgrabungen, die 1959 unter der Leitung von Mihai Macrea und Ioan Mitrofan durchgeführt wurden, konnten zwei Bauphasen differenziert werden.
Bei der ersten Bauphase handelt es sich um ein Holz-Erde-Lager mit einem parallelogrammförmigen Grundriss von 125 m mal 153 m, was einer Grundfläche von rund 1,9 Hektar entspricht. Mit seinen Seiten war es in etwa in die vier Himmelsrichtungen ausgerichtet. Umwehrt war es von einer 6,00 m breiten und 1,40 m hohen Holz-Erde-Mauer, vor der als Annäherungshindernis ein einfacher 5,50 m breiter und 1,80 m tiefer Graben verlief. Es wurde vermutlich bereits in trajanischer Zeit errichtet.
Das Holz-Erde-Lager wurde möglicherweise schon in hadrianisch-antoninischer Zeit durch ein Steinkastell ersetzt. Das Steinkastell besaß ebenfalls einen parallelogrammförmigen Grundriss und dieselbe Orientierung wie das vorausgegangene Lage. Seine Maße beliefen sich auf 130 m mal 157 m (= 2,04 Hektar). Die Wehrmauer war rund einen Meter stark und besaß abgerundete Ecken. Vor ihr diente ein einfacher 11,00 m breiter und 3,00 m tiefer Graben als Annäherungshindernis. An der Westseite des Kastells konnte ein Tor mit einfachem Durchgang festgestellt werden, das von Tortürmen mit 4,20 m mal 7,30 m messenden, rechteckigen, leicht vorspringende Tortürme flankiert war.

## Truppen
Die Cohors I Hispanorum (1. Kohorte der Spanier) ist mit zahlreichen Inschriftenfunden als gesicherte Besatzung des Kastells Românași anzusehen. Andere Truppen, die als mögliche Kastellbesatzungen diskutiert wurden, können hingegen nicht als gesichert angesehen werden. Namentlich handelt es sich hierbei um die Cohors II Britannorum cR pf mill eq (2. teilberittene Kohorte doppelter Stärke der Briten römischen Bürgerrechts mit den Ehrennamen die Treue und Loyale), von der zwei epigraphische Zeugnisse vorliegen, und um die Cohors VI Thracum equitata (6. teilberittene Kohorte der Thraker). In beiden Fällen scheint es wahrscheinlicher, dass diese Truppen in benachbarten Kastellen wie im Kastell Romita, nicht jedoch in Românași stationiert waren.

## Limesverlauf
Rund siebeneinhalb Kilometer Luftlinie nordwestlich des Kastells wurde dieses von dem mit Wachtürmen und Kleinkastellen ausgebauten Porolissenischen Limes passiert, der in diesem Bereich aus zwei parallel laufenden Linien besteht.
| Nr.   | Name/Typ         | Ort                      | Beschreibung/Zustand |
| ----- | ---------------- | ------------------------ | --- |
| RO143 | Kastell Românași | Românași                 | siehe oben |
| RO126 | Wachturm         | Zalău                    | Die Turmstelle wurde zu rund 80 % durch die Anlage einer Forststraße und die Vegetation des Waldes zerstört. Dadurch ist die Form des Turms nicht mehr wahrnehmbar, aber an der Oberfläche weisen zahlreiche umherliegende Natur- und Ziegelsteine auf seine Existenz hin. |
| RO125 | Wachturm         | Zalău                    | Etwa 20 % der Turmstelle wurden ohne vorherige Dokumentation durch die Waldvegetation zerstört. Im Inneren der Ruine muss jedoch noch intaktes Mauerwerk vorhanden sein. Äußerlich sind noch die Kuppel der Turmruine und der den Turm umlaufende Graben sichtbar. |
| RO124 | Wachturm         | Zalău                    | Etwa ein Fünftel der Turmfläche wurden ohne vorherige Dokumentation durch die Anlage einer Forststraße zerstört. Die Ruine ist aber noch als flacher Hügel zu sehen und auch der Graben ist auf der Ost- und auf der Westseite noch wahrnehmbar. Reste des Mauerwerks sind bis auf die durch die Forststraße an der Nordseite zerstörten Bereiche im Inneren der Ruine noch erhalten.                                                       |
| RO123 | Wachturm         | Zalău                    | Flache, kreisförmige Ruine, deren Graben nicht mehr rundherum sichtbar ist. Erosion und Vegetation haben einige Zerstörungen verursacht, die Mauern des Turmes sind aber noch zum Teil erhalten. |
| RO122 | Wachturm         | Zalău, Dealul Dojii      | In den 1980er Jahren untersuchte Turmstelle, deren Forschungsergebnisse bislang nicht publiziert wurden. Die Turmruine ist als anderthalb Meter hoher, kuppelförmiger Hügel deutlich wahrnehmbar und auch der den Turm umgebende Graben mit seinen bis zu Metern Breite ist gut sichtbar. Gleichwohl hat es durch die Waldvegetation einige Zerstörungen gegeben.                                                                           |
| RO121 | Wachturm         | Zalău, La Țigani         | Die Turmstelle wurde in den 1980er Jahren archäologisch untersucht. Sie ist auf der Südseite durch eine Forststraße und auf der Nordseite durch dichte Vegetation teilweise gestört, wobei der Turm selbst stark zerstört wurde, die Fundstelle aber insgesamt durch das umherliegendes Baumaterial und die zum Teil noch vorhandenen Mauerwerksspuren relativ gut wahrnehmbar ist.                                                         |
| RO127 | Wachturm         | Stâna, Măgura Stânii     | Die Fundstelle wurde 2002 untersucht, die Untersuchungsergebnisse sind jedoch bislang unpubliziert. Der Turm besaß eine annähernd quadratische Form mit einem Durchmesser von rund neun Metern. Durch den Bau einer Telekommunikationseinrichtung wurde der Befund zum Teil zerstört, zudem ist die Vegetation des Waldes so dicht, dass die Ruine kaum mehr sichtbar ist.                                                                  |
| RO128 | Wachturm         | Stâna, Măgura Stânii     | Die Turmstelle wurde in den Jahren 1968 bis 1970 archäologisch untersucht jedoch bis heute nicht publiziert. Das aufgehende Mauerwerk und der umgebende Graben waren zum Untersuchungszeitraum noch vorhanden. Die Ruine hat einen annähernd rechteckigen Grundriss mit acht Metern Seitenlänge und ist ein wenig unter das umgebende Laufniveau abgesenkt. Durch die Vegetation des Waldes wurden die Befunde teilweise zerstört.          |
| RO129 | Wachturm         | Stâna, Sub Măgura Stânii | Die in den 1970er Jahren untersuchte, rechteckförmige Turmstelle wurde bislang noch nicht publiziert. Sie ist recht gut erhalten und hat in ihrer Gesamtheit einen Durchmesser von nahezu 35 Metern. Davon betragen die Seitenlängen des Turmes selber etwa acht Meter. Der Innenbereich ist im Verhältnis zum umgebenden Laufniveau ein wenig abgesunken. Die ursprünglichen Baumaterialien sind zum Teil noch an der Oberfläche sichtbar. |
| RO130 | Wachturm         | Stâna, La oroieși        | Stark abgeflachte Kuppel einer Turmruine, die durch ständiges Abholzen und Wiederaufforsten zerstört wurde. Der Durchmesser beträgt rund zehn Meter, der Graben ist nicht mehr sichtbar. |
| RO131 | Wachturm         | Stâna, La balize         | Stark zerstörte Ruine einer Turmstelle, die durch den Bau einer Forststraße, Holzwirtschaft, Steinraub und Raubgrabungen immer wieder beeinträchtigt wurde. Der gesamte Durchmesser beläuft sich auf etwa 20 Meter, auf der Südwestseite ist noch ein zwei Meter breiter Graben sichtbar. Archäologische Untersuchungen wurden in den 1970er Jahren durchgeführt.                                                                           |
| RO132 | Wachturm         | Zalău, Druia             | Kann im Gelände nicht mehr ausgemacht werden. |
| RO133 | Wachturm         | Zalău, Sub Druia         | In den 1970er Jahren untersuchte Turmstelle, die noch relativ gut erhalten ist. Lediglich der östliche Bereich des Grabens wurde durch den Bau einer Forststraße zerstört. Davon abgesehen sind sowohl der rechteckige Grundriss des Turmes als auch der Graben gut im Gelände zu sehen. |
| RO134 | Wachturm         | Moigrad, La Poiană       | In den 1970er Jahren archäologisch untersuchte, relativ gut erhaltene Turmstelle. Die gesamte Anlage hat einen Durchmesser von 35 Metern, der Turm von acht Metern. An der Oberfläche sind noch Spuren des Mauerwerks sichtbar. |
| RO140 | Kastell Romita   | Romita                   | siehe Hauptartikel Kastell Romita |

## Fundverbleib und Denkmalschutz
Die Ausgrabungsfunde befinden sich in der Obhut des Muzeul Judeţean de Istorie şi Artă (Kreismuseum der Geschichte und Kunst) in Zalău.
Die gesamte archäologische Stätte und im Speziellen das Kastell stehen nach dem 2001 verabschiedeten Gesetz Nr. 422/2001 als historische Denkmäler unter Schutz und sind mit dem LMI-Code SJ-I-s-A-04953 in der nationalen Liste der historischen Monumente (Lista Monumentelor Istorice) eingetragen. Zuständig ist das Ministerium für Kultur und nationales Erbe (Ministerul Culturii şi Patrimoniului Naţional), insbesondere das Generaldirektorat für nationales Kulturerbe, die Abteilung für bildende Kunst sowie die Nationale Kommission für historische Denkmäler sowie weitere, dem Ministerium untergeordnete Institutionen. Ungenehmigte Ausgrabungen sowie die Ausfuhr von antiken Gegenständen sind in Rumänien verboten.